# Mount Williams, Antarktis
Mount Williams är ett berg i Antarktis. Det ligger i Östantarktis. Australien gör anspråk på området. Toppen på Mount Williams är 109 meter över havet.
Terrängen runt Mount Williams är huvudsakligen kuperad, men norrut är den platt. Trakten är obefolkad. Det finns inga samhällen i närheten.